# Инари (посёлок)
И́нари (фин. Inari, инари-саам. Aanaar, колтта-саам. Aanar, северносаам. Anár, швед. Enare) — населённый пункт (посёлок, иногда Инари называют также селом или деревней) в одноимённой общине Финляндии (провинция Лапландия), административный центр этой общины. Инари расположен в 30 километрах к северу от Саариселькя — одного из крупнейших туристических центров Лапландии.
В посёлке по данным переписи 2005 года проживало 459 человек, это второй по величине населённый пункт в общине после Ивало. В посёлке и его окрестностях проживает суммарно около одной тысячи человек.

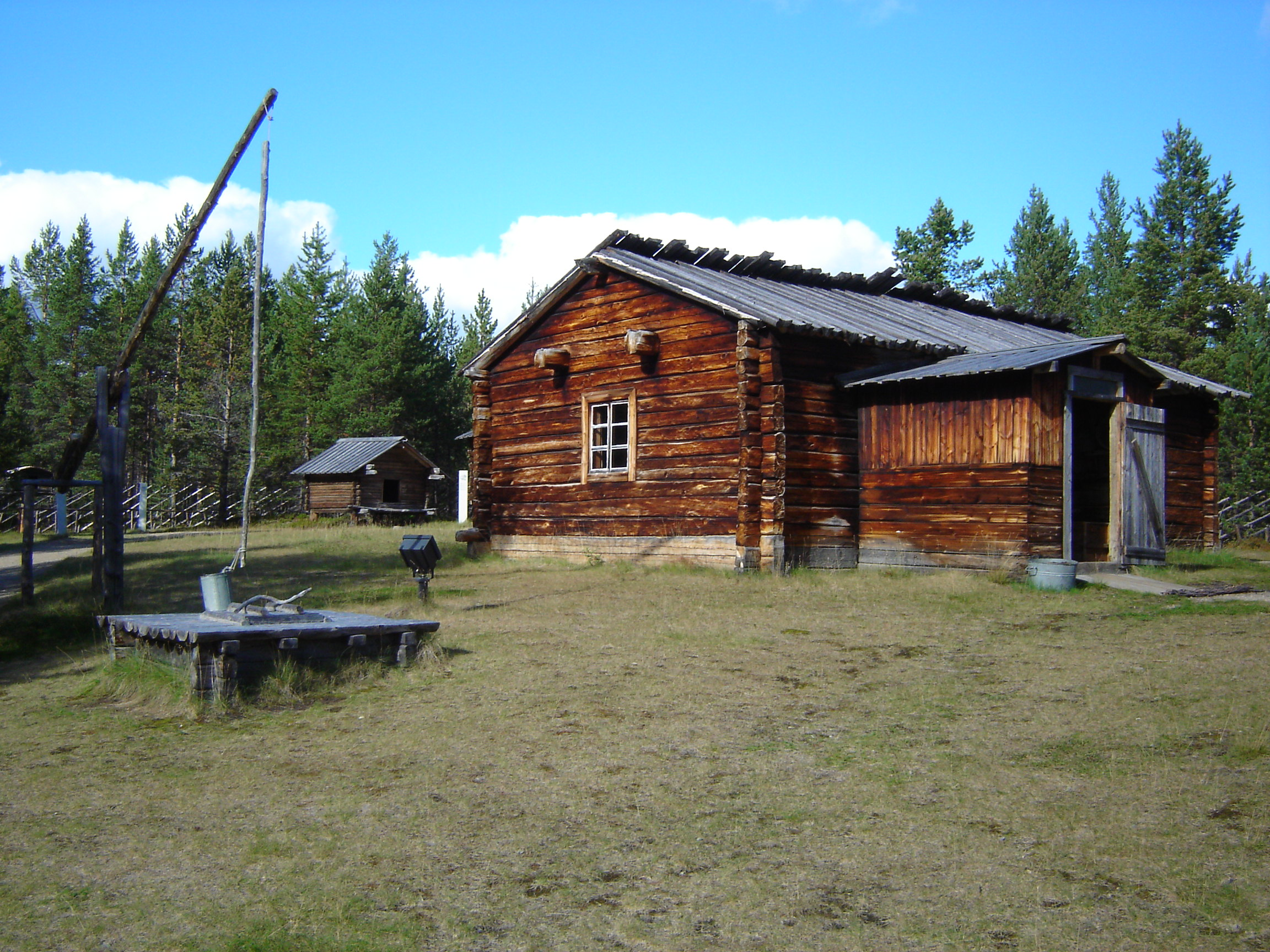
«Сиида»: часть экспозиции под открытым небом

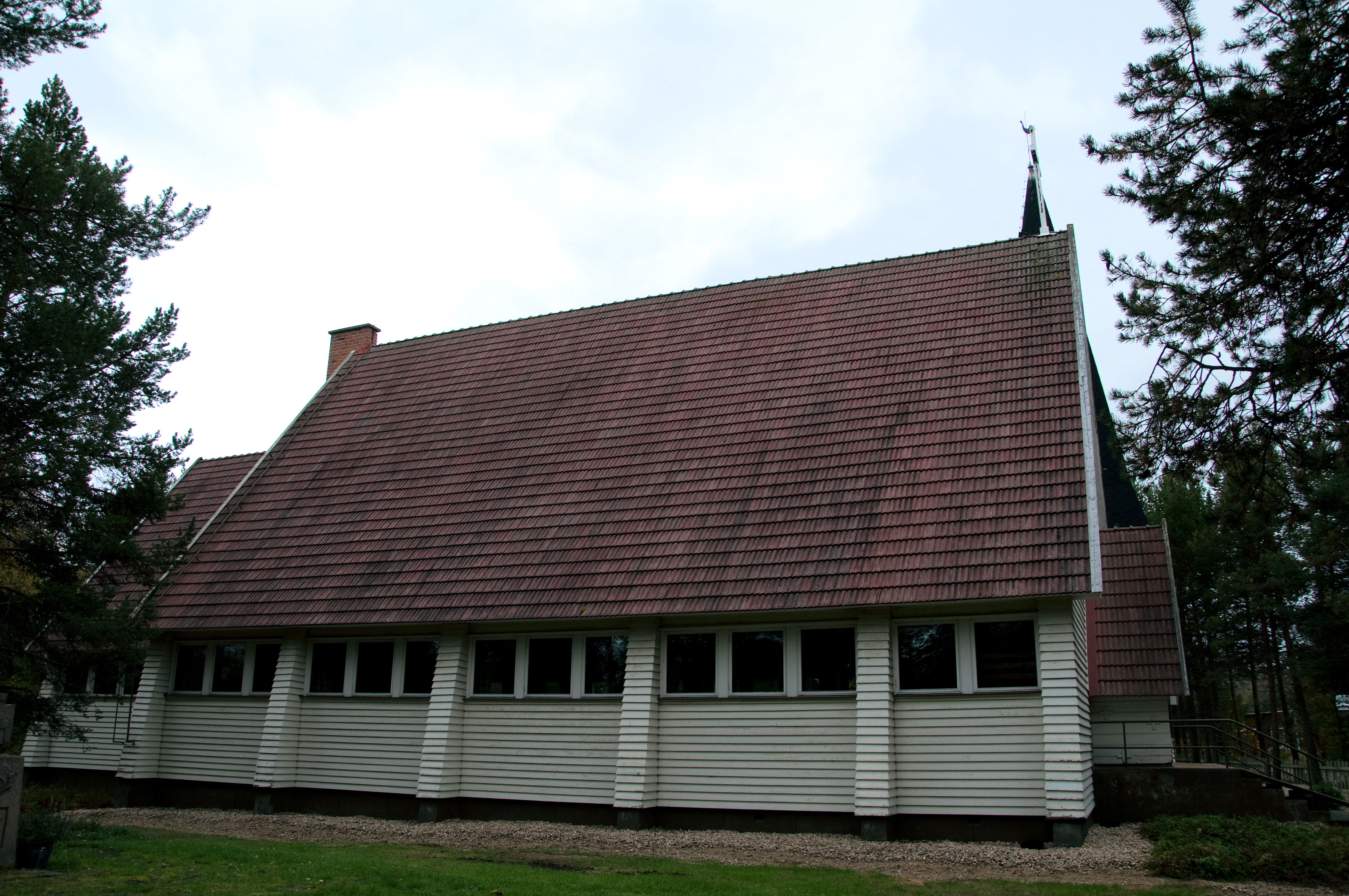
Церковь в Инари

## История
Люди очень давно стали жить там, где сейчас стоит посёлок, — рядом с тем местом, в котором река Ютуанйоки, разбиваясь на десятки протоков, впадает в озеро Инари. Занимая выгодное географическое положение, деревня постепенно стала центром местной торговли. В 1876 году, когда была основана община Инари, деревня стала административным центром общины.
Инари — населённый пункт, в котором одновременно развиваются три культуры — финская, северносаамская и инари-саамская.

## Учреждения и достопримечательности
В Инари расположен Саамский парламент Финляндии — выборный представительный орган культурного самоуправления саамов Финляндии.
Благодаря своему местоположению Инари является важным туристическим центром, здесь останавливается большое число туристических автобусов, в том числе следующих в сторону Норвегии или обратно.
В Инари также находится выставочный центр «Сиида», в рамках которого действуют Саамский музей, основанный в 1959 году, и Природный центр Верхней Лапландии — один из десяти природных центров Лесной службы Финляндии. Ещё одна из достопримечательностей Инари — церковь, построенная в 1951 году. В Инари также располагается общежитие Йеера для студентов Центра образования саамского региона.
Рядом с выставочным центром «Сиида» находится открытый в 2012 года саамский культурный центр «Сайос», который является административным и культурным центром саамов Финляндии. Здесь работают Саамский парламент Финляндии и многие другие саамские учреждения и организации. Конференц-зал и помещения для заседаний, оснащенные самой современной техникой, рассчитаны на 430 человек.. Центр расположен на берегу реки Ютуанйоки, впадающей в озеро Инариярви. Представляет собой трёхэтажное здание, внешняя отделка которого выполнена с использованием дерева и стекла. Торжественные мероприятия, связанные с открытием Сайоса, прошли 3 апреля 2012 года, в них участвовал президент Финляндии Саули Нийнистё.
Инари является популярным местом посещения для немецких туристов — это связано с тем, что в популярном немецком фильме 1998 года Zugvögel … Einmal nach Inari именно Инари являлось целью путешествия, которому посвящён этот фильм.
С 1999 года ежегодно в конце января в Инари проходит международный кинофестиваль коренных народов Skábmagovat («Картины полярной ночи»), на котором представляется кино- и телевизионная продукция саамов и других коренных народов мира. Фестивальными площадками являются музей «Сиида» и культурный центр «Сайос». «Товарная марка» фестиваля — кинотеатр под открытым небом «Северное сияние», строящийся полностью из снега. В 2017 году кинофестиваль будет проходить 26—29 января..

## Города-побратимы
- Кола, Россия[8]